# Авиационное топливо
Авиационное топливо — горючее вещество (топливо), вводимое вместе с воздухом в камеру сгорания двигателя летательного аппарата для получения тепловой энергии в процессе окисления кислородом воздуха (сжигания). 
Делится на два типа — авиационные бензины и керосины. Первые применяются, как правило, в поршневых двигателях, вторые — в турбореактивных. 
Также известны разработки дизельных поршневых авиационных моторов, которые использовали дизельное топливо, а в настоящее время — керосин.
Любой авиационный двигатель рассчитывается под определённый тип (сорт) топлива, на котором он выдаёт требуемые параметры по мощности, приёмистости, надёжности, ресурсу, и рекомендуемые аналоги топлива, на которых допускается, как правило, ограниченная эксплуатация с потерей ряда характеристик двигателя.
Из-за дороговизны и дефицита нефтепродуктов уже достаточно давно ведутся поиски альтернативного горючего. Так, в СССР ещё в 1989—90 гг. на жидком водороде и КМТ был испытан самолёт Ту-155, в 1987—88 гг. на сконденсированном техническом пропан-бутане (АСКТ) — вертолёт Ми-8ТГ.
Авиационные топлива применяются не только в авиационной технике.

## История
С появлением авиации в начале двадцатого века началось развитие авиационных моторов. Долгое время единственным источником механической энергии, получившем практическое применение, оставался поршневой двигатель внутреннего сгорания. приводившей в движение движитель (воздушный винт).
Первоначально для авиационных моторов в качестве топлива применялись прямогонные бензины из ароматических и нафтеновых базовых сырых нефтей. Эти моторы мало отличались от автомобильных, имели низкую степень сжатия, были маломощны и тяжелы. Так, например, бензиновый двигатель на самолёте братьев Райт использовал степень сжатия всего 4,7, развивал 12 лошадиных сил при объёме 201 кубического дюйма (3290 кубических сантиметров), и весил 180 фунтов (82 кг).
Проектировщики и инженеры старались добиться максимальной удельной мощности, снижая вес и одновременно форсируя моторы. Однако повышение степени сжатия в цилиндрах мотора приводит к аномальному горению топливно-воздушной смеси, что заметно уменьшает мощность мотора и снижает ресурс деталей цилиндро-поршневой группы.
В 1920-х — 1930-х годах во многих странах мира начали проводить исследования моторных топлив, результатом которых стало развитие нефтехимической промышленности, а также упорядочивание классификации моторных топлив. Так, например, в довоенном СССР основными поставщиками авиационного бензина были НПЗ г. Грозного и г. Баку, а бензины так и именовались: грозненский и бакинский. Эти бензины отличались удельным весом, октановым числом и другими химическими параметрами. Так, грозненский авиабензин имел удельный вес 0,700÷0,720, бакинский авиабензин — 0,748÷0,754; октановое число у первого — 61, у второго — 75. Бочки с грозненским авиабензином маркировались голубой краской, бочки с бакинским — белой краской.
С появлением более мощных двигателей с повышенной степенью сжатия в эти бензины стали добавлять в качестве антидетонационного средства бензол: летний авиабензол марки «Л» нефтяной и зимний авиабензол марки «А» нефтяной. Бензол в заводских условиях добавлялся в бензин вплоть до соотношения 1:1 (разные смеси имели различную цветную маркировку тары), но на практике службой ГСМ аэродрома на месте готовилась требуемая топливная смесь по достаточно сложной технологии под конкретные эксплуатируемые в подразделении авиамоторы.
При заправке летательного аппарата делался экспресс-анализ топливной смеси, и на основании данных по фактической плотности залитого в баки топлива вносились изменения в штурманский расчет по максимальной дальности и продолжительности полёта. За качество и соответствие требованиям документации заправленного в самолёт топлива конечным ответственным исполнителем считался техник самолёта.
С появлением в 30-х годах присадок на основе тетраэтилсвинца в СССР заводы стали выпускать т. н. свинцовый авиабензин марки «2Б» (октановое число 90÷92) и «2Г» (октановое число 87).
Впрочем, из-за большой номенклатуры эксплуатируемых моторов на аэродромах продолжалось приготовление топливных смесей под конкретные нужды.

## Авиационные бензины
Основная область применения авиационных бензинов — топливо высоконагруженных поршневых двигателей внутреннего сгорания.
Основной способ добычи авиационных бензинов — прямая перегонка нефти, каталитического крекинга или риформинга без добавки или с добавкой высококачественных компонентов, этиловой жидкости и различных присадок.
Для авиабензина основными показателями качества являются:
- детонационная стойкость (определяет пригодность бензина к применению в двигателях с высокой степенью сжатия рабочей смеси без возникновения детонационного сгорания)
- фракционный состав (говорит об испаряемости бензина, что необходимо для определения его способности к образованию рабочей топливовоздушной смеси; характеризуется диапазонами температур выкипания (40—180(°)С) и давлений насыщенных паров (29—48 кПа))
- химическая стабильность (способность противостоять изменениям химического состава при хранении, транспортировке и применении).

Классификация авиационных бензинов основывается на их антидетонационных свойствах, выраженных в октановых числах и в единицах сортности. Сорта советских авиационных бензинов ранее маркировались по системе: буква Б и через дефис — цифра, обозначающая октановое число. Как пример, в СССР середины XX века выпускались авиационные бензины — Б-59, Б-70, Б-74, Б-78б и Б-78г, причём два последних несколько различались по химическому составу, что обозначали литеры после цифры: б — это из бакинских месторождений нефти, а г — из грозненских.
В дальнейшем для повышения октанового числа в бензин вводилась антидетонационная присадка:
- продукт Р-9 (тетраэтилсвинец — 55 %, бромистый этил — 35 %, монохлорнафталин — 10 %, красный краситель)
- продукт В-20 (тетраэтилсвинец — 55 %, бромистый этил — 35 %, дихлорэтан — 10 %, синий краситель)

Присадка добавлялось по объёму от 1 до 4 см³. жидкости на 1 литр. Бензины с присадкой имели маркировку:
- на основе Б-59: 1Б-59(73), 2Б-59(78), 3Б-59(81), 4Б-59(82)
- на основе Б-70: 1Б-70(80), 2Б-70(85), 3Б-70(87), 4Б-70(88)
- на основе Б-74: 1Б-74(85), 2Б-74(88), 3Б-74(90), 4Б-74(92)
- на основе Б-78: 1Б-78(87), 2Б-78(92), 3Б-78(93), 4Б-78(95)

, где цифра перед буквой Б означает объём количества присадки в см³ на литр бензина. В скобках число показывает итоговое октановое число смеси бензина с присадкой. Также готовились топливные смеси, с добавлением в бензин бензолов и изооктанов, с октановым числом 95:
- Смесь № 1: 60 % Б-70, 20 % изооктана и 20 % неогексана.
- Смесь № 2: 60 % Б-70, 20 % алкилбензола и 20 % неогексана.
- Смесь № 3: 60 % Б-70, 32 % изооктана и 8 % изопентана.

С распространением турбореактивных двигателей производство авиационных бензинов было значительно сокращено. К концу XX века в производстве оставались этилированные бензины Б-91/115 и Б-95/130, которые маркируются по ГОСТ 1012-72 через дробь: в числителе — октановое число или сортность на бедной смеси, в знаменателе — сортность на богатой смеси.. 
Затем производство этих бензинов на территории РФ было полностью прекращено, а парк легкомоторной авиации начал использовать автомобильный бензин АИ-95, или импортный авиационный бензин AVGAS 100 или AVGAS 100LL (последний считается «экологичным», так как имеет в пять раз меньшее содержание ТЭС). 
С осени 2016 года авиационный бензин 100LL производится в РФ по ГОСТ Р 55493-2013.
Также осталось производство бензина Б-70, который долгое время применялся в качестве горючего для турбостартеров двигателей самолётов типа Ту-16, Ту-22, МиГ-21 и ряда др. В настоящее время этот бензин в основном применяется при техническом обслуживании техники в качестве растворителя.

## Реактивные топлива
Керосин — фракция нефти, выкипающая в основном в интервале температур 200—300 °С.
Реактивное топливо, топливо для авиационных реактивных двигателей — это как правило, керосиновые фракции, получаемые прямой перегонкой из малосернистых (например, Т-1) и сернистых (ТС-1) нефтей. В настоящее время прямоперегонного авиационного топлива мало, широко применяется гидроочистка и добавка присадок.
Керосин применяется для бытовых целей как печное и моторное топливо, растворитель лаков и красок. 
Реактивное топливо применяется в качестве горючего для газотурбинных двигателей самолётов и вертолётов гражданской и военной авиации, и кроме того, топливо на борту воздушного судна также может использоваться в качестве теплоносителя или хладагента (топливно-воздушные и топливно-масляные радиаторы), и в качестве рабочей жидкости гидросистем (например, управление сечением реактивного сопла двигателя). Также реактивные топлива широко применяются как растворитель при техническом обслуживании воздушных судов, при очистке от загрязнений ручным либо машинным способом (например, в ультразвуковой установке для очистки фильтров в качестве рабочей жидкости применяется авиакеросин). Авиационные реактивные топлива проходят в общей сложности до 8 ступеней контроля качества, а в Российской Федерации, кроме того, и приёмку военным представителем.
Для реактивных топлив основными показателями качества являются:
- массовая и объёмная теплота сгорания
- термостабильность топлива
- давление насыщенных паров
- кинематическая вязкость
- совместимость с конструкционными и уплотнительными материалами
- нагарные и противоизносные свойства
- электропроводность
- серность
- кислотность

Реактивные топлива вырабатываются в основном из среднедистиллятных фракций нефти, выкипающих при температуре 140—280 С° (лигроино-керосиновых). Широкофракционные сорта реактивных топлив изготовляются с вовлечением в переработку бензиновых фракций нефти. Для получения некоторых сортов реактивных топлив (Т-8В, Т-6) в качестве сырья применяются вакуумный газойль и продукты вторичной переработки нефти.
Реактивные топлива на 96—99 % состоят из углеводородов, в составе которых различают три основные группы:
- парафиновые
- нафтеновые
- ароматические.

Кроме углеводородов в реактивных топливах в незначительных количествах присутствуют сернистые, кислородные, азотистые, металлорганические соединения и смолистые вещества. Их содержание в реактивных топливах Регламентируется стандартами.
В России и странах СНГ, эксплуатирующих советскую авиатехнику, используются следующие типы авиационного топлива:
- ТС-1 в РФ производится по ГОСТ 10227-86 с изм. 1-6. — прямогонная фракция 150—250 С°, либо смесь прямогонных и гидроочищенных фракций (основным ограничением является содержание общей серы и меркаптановой не более 0,2 % и 0,003 %). Самый массовый вид авиационного топлива на территории РФ и постсоветском пространстве, предназначенный для всех старых типов турбовинтовых и дозвуковых турбореактивных двигателей, также на нём эксплуатируются самолёты зарубежных производителей. По своим характеристикам и области применения примерно соответствует зарубежному керосину Jet-A. Является резервным по отношению к топливу РТ.

- РТ — высококачественное топливо, нефтяная фракция 135—280 С° с полной гидроочисткой. Содержание серы: общей — 0,1 %, меркаптановой — 0,001 %. В связи с гидрокрекингом топливо «сухое», то есть имеет низкие смазывающие свойства. В процессе производства в него вводятся антиокислительная и антиизносная присадки. Предназначено для турбореактивных дозвуковых и некоторых сверхзвуковых самолётов (Су-27, Ту-22М3 и др.), а также в качестве резерва топлива ТС-1. Зарубежных аналогов для данного топлива нет.

- Т-6 и Т-8В — термостойкое реактивное топливо для двигателей некоторых сверхзвуковых самолётов (например, МиГ-25). Производятся по очень сложной технологии с гидроочисткой и введением присадок. Эти топлива производятся только для нужд Министерства обороны РФ.